# Плюмбоферит
Плюмбоферит (англ. plumboferrite; нім. Plumboferrit m) — мінерал, оксид свинцю і заліза.
Від плюмбо… та лат. «ferrum» — залізо (L.J. Igelström, 1881).

## Загальний опис
Хімічна формула: PbFe4O7.
Склад у % (з родовища Якобсберґ, Швеція): PbO — 23,12; Fe2O3 — 60,38; FeO — 10,68. Домішки: MnO (2,20); MgO (1,95); CaO (1,67).
Сингонія тригональна, тригонально-трапецоедричний вид.
Утворює товстотаблитчасті кристали, лускуваті агрегати.
Спайність по (0001).
Густина 6,07.
Твердість 5,0-5,5.
Колір майже чорний.
Риса червона. Непрозорий.
Утворюється в скарнах.
Знайдений у вигляді тонких прожилків у зернистих вапняках у метаморфізованих манґанових родовищах Швеції: у Якобсберзі, та в Сьє разом з якобситом, андрадитом і міддю. Рідкісний.